# Cladocolea rostrifolia
Cladocolea rostrifolia är en tvåhjärtbladig växtart som beskrevs av Kuijt. Cladocolea rostrifolia ingår i släktet Cladocolea och familjen Loranthaceae. Inga underarter finns listade i Catalogue of Life.